# Bactriola maculata
Bactriola maculata är en skalbaggsart som beskrevs av Martins och Maria Helena M. Galileo 1992. Bactriola maculata ingår i släktet Bactriola och familjen långhorningar.
Artens utbredningsområde är Venezuela. Inga underarter finns listade.